# Kolima-alföld
A Kolima-alföld (oroszul Колымская низменность [Kolümszkaja nyizmennoszty]) kiterjedt mocsaras síkság Oroszország ázsiai felén, Északkelet-Szibériában, Jakutföld északkeleti részén. A nyugatabbra elhelyezkedő Jana–Ingyigirka-alfölddel együtt a Kelet-szibériai-alföld része.

## Földrajz
A Kolima-alföld az Alazeja, valamint az Alsó-Kolima bal partjának vízgyűjtő területe. Az Ingyigirka deltájától keletre, a Kelet-szibériai-tenger mentén terül el és a Kolima völgyéig terjed. Délnyugaton az Alazeja-fennsík, délkeleten a Kolima jobb partján magasodó Jukagir-fennsík határolja. A Kolima mentén a sarkkörtől dél felé is folytatódik, a tengerparttól mért szélessége itt meghaladja a 700 km-t. Átlagosan 50–100 m magas (tszf.), lapos felszínéből helyenként 300 m vagy annál kissé magasabb szigethegyek emelkednek ki.
Az alföld sík, mocsaras, több tízezernyi tóval borított, lassan kanyargó folyókkal szabdalt terület. Fagykarsztos mélyedések, néhány méter magas fagydombok sokasága borítja. 
Éghajlata rendkívül zord, hideg. Az északi partokon a júliusi középhőmérséklet is csak 3–4 °C. A kevés csapadék következtében a hótakaró vékony, de 8–9 hónapig megmarad. A talaj állandóan fagyott állapotban van (permafroszt), a rövid nyár folyamán is legfeljebb fél méter mélységig enged fel. A folyók, tavak a kemény és hosszú télen akár nyolc hónapra is befagynak, gyakran fenékig.
Északon, a Jeges-tenger partvidékét köves-tundra, a délebbre fekvő síkságot bokros- és valódi tundra borítja. Növényzetét mohák, zuzmók és törpecserjék jellemzik; tovább dél felé a folyóvölgyekben megjelenik az erdős tundra.